# Just an Illusion
Pour les articles homonymes, voir Just et Illusion (homonymie).
Singles de Imagination
Burnin' Up
(1978) Music and Lights
(1978)
Clip vidéo
[vidéo] « Imagination - Just an illusion », sur YouTube
Just an Illusion (en français, Juste une illusion) est un tube post-disco-electro-soul du trio anglais Imagination, extrait de son second album In the Heat of the Night (Dans la chaleur de la nuit) de 1982 (no 1 en France). Cette chanson emblématique du groupe et des années 1980 est classée no 2 au Royaume-Uni ainsi que dans le Top 10 un peu partout dans le monde. En France, elle entre dans le classement des 20 titres les plus vendus de mai à octobre 1982 (troisième titre du groupe classé en France après Body Talk et Flashback).

## Histoire
Le trio anglophone Leee John, Ashley Ingram, et Errol Kennedy fondent leur groupe post-disco-funk-soul Imagination à Londres en 1981. Ils produisent avec un succès international fulgurant leur premier album Body Talk en 1981, chez leur propre label R&B Records (en), et atteignent l'apogée du succès de leur carrière et des charts européens et américains avec leur second album In the Heat of the Night de 1982. Le titre Just an Illusion est un de leurs tubes emblématiques, de leurs tournées de concerts, et des discothèques des années 1980 « Suis tes émotions n'importe où, l'air n'est-il pas magique ? Ne te laisse jamais démoraliser par tes sentiments, ouvre tes yeux et regarde autour de toi, c'est juste une illusion, se pourrait-il que ce ne soit qu'une illusion ? Je ne suis jamais certain de ce que je trouverai, il faut que je me remette de toutes ces illusions... ».

## Groupe Imagination
- Leee John (chant, claviers)
- Ashley Ingram (bassiste)
- Errol Kennedy (batteur)

## Cinéma et jeu vidéo
- 1986 : F/X, effets de choc, de Robert Mandel (générique de fin).
- 2001 : La Vérité si je mens ! 2, de Thomas Gilou.
- 2005 : Fahrenheit (jeu vidéo), de Quantic Dream (dans le bonus musique).
- 2019 : Opération Brothers, de Gideon Raff.

| Classement (1982)                      | Meilleure position |
| -------------------------------------- | ------------------ |
| Afrique du Sud (Springbok Radio)       | 3                  |
| Allemagne (Media Control AG)           | 7                  |
| Autriche (Ö3 Austria Top 40)           | 6                  |
| Belgique (Flandre Ultratop 50 Singles) | 9                  |
| Belgique (Flandre VRT Top 30)          | 12                 |
| Espagne (AFYVE)                        | 1                  |
| États-Unis (Hot Black Singles)         | 27                 |
| États-Unis (Hot Dance Club Play)       | 15                 |
| France (SNEP)                          | 3                  |
| Irlande (IRMA)                         | 8                  |
| Italie (FIMI)                          | 2                  |
| Norvège (VG-lista)                     | 5                  |
| Pays-Bas (Nederlandse Top 40)          | 8                  |
| Pays-Bas (Single Top 100)              | 12                 |
| Royaume-Uni (UK Singles Chart)         | 2                  |
| Suède (Sverigetopplistan)              | 3                  |
| Suisse (Schweizer Hitparade)           | 2                  |

| Classement (1982)                | Position |
| -------------------------------- | -------- |
| Afrique du Sud (Springbok Radio) | 9        |
| Belgique (Flandre Ultratop 50)   | 65       |
| Italie (FIMI)                    | 13       |
| Pays-Bas (Nederlandse Top 40)    | 87       |
| Pays-Bas (Single Top 100)        | 83       |

| Pays              | Certification | Date          | Ventes    |
| ----------------- | ------------- | ------------- | --------- |
| France (SNEP)     | Or            | 1982          | 1 060 000 |
| Royaume-Uni (BPI) | Argent        | 1er mars 1982 | 200 000   |